# Физиологический очерк
Физиологический очерк — жанр журналистики (эссеистики), основной целью которого является наглядное представление определённого социального класса, его жизни, среды обитания, устоев и ценностей. Жанр физиологического очерка зародился в 30-40-х годах XIX века в Англии и Франции, позднее появился и в России и был развит писателями натуральной школы.  Считается, что из этого жанра вырос реализм как направление

## Особенности жанра.
Авторы физиологических очерков изучали и описывали общество как социологи изучают живой организм. Из этого можно взять особенности жанра:
• Документальность в описании фактов - детальное и точное изображение событий, персонажей и окружения, чтобы создать реалистичную картину. В тексте Некрасова "Петербургские углы" это видно в том, как автор подробно описывает даже мелкие детали, такие как надписи на вывесках в петербургском дворе.
• Физиологические очерки не имеют сюжета, а представляют собой набор жанровых сценок и повторяющихся событий.
• Герои таких очерков являются типичными представителями социальных групп, а не индивидуальными характерами. Авторы интересуются профессиональными и бытовыми особенностями героев.
• Герои физиологических очерков тесно связаны с обществом, и авторы показывают влияние окружающей среды на них.
• Физиологические очерки часто описывают городскую среду, особенно Санкт-Петербург.
• Ирония является важным приемом во многих физиологических очерках.

## Влияние на русскую литературу
Физиологический очерк оказал значительное влияние на русских писателей-реалистов 50–80-х годов XIX века, таких как Тургенев и Достоевский. Они использовали элементы физиологического очерка для глубокого анализа характеров и психологии своих героев. Например, в рассказе «Хорь и Калиныч» Тургенев детально описывает различия между двумя крестьянами, а в романе «Преступление и наказание» Достоевский использует описание Санкт-Петербурга, чтобы подчеркнуть влияние окружающей среды на поведение своих персонажей. Эти писатели развивали традиции физиологического очерка, но углубляли психологический анализ и создавали более сложные образы, чем просто социальные типы.

## Примеры
- Сборник «Физиология Петербурга» (1845).
- Рассказ «Столетняя»(1876).